# Palkó Dárdai
Pál „Palkó“ Dárdai (* 24. dubna 1999) je maďarský profesionální fotbalista, který hraje na pozici záložníka za klub Puskás Akadémia FC. Narodil se v Německu, ale hraje za maďarský národní tým.

## Klubová kariéra

### Mládežnická kariéra
Dárdai zahájil svou mládežnickou kariéru v Seeburger SV v roce 2006, než v roce 2009 přestoupil do 1. FC Wilmersdorf. V roce 2011 Dárdai odešel do mládežnické akademie Herthy BSC.

### Hertha
Dárdai debutoval za Herthu BSC II 18. března 2017, kdy nastoupil v zápase na hřišti Carl Zeiss Jena v Regionallize Nordost. Dárdai dal gól a poslal Herthu do vedení 2:1, než byl vystřídán a zápas skončil remízou 2:2.
Dne 2. listopadu 2017 Dárdai debutoval profesionálně za Herthu BSC pod vedením svého otce v Evropské lize UEFA, když v 79. minutě vystřídal Alexandra Essweina při domácím vítězství 2:0 nad ukrajinským klubem Zorja Luhansk.

### Fehérvár
Dne 5. ledna 2021 podepsal Dárdai smlouvu s Fehérvár FC v Nemzeti Bajnokság I.

### Návrat do Herthy
Dne 25. července 2023 se Dárdai vrátil do Herthy, podepsal s ní tříletý kontrakt a připojil se k bratru Mártonovi a otci a trenérovi Pálu Dárdaiovi. Svůj první gól vstřelil v DFB-Pokalu proti FC Carl Zeiss Jena při vítězství 5:0 dne 12. srpna 2023.
Dne 16. února 2024 vstřelil gól v zápase 2. Bundesligy, který skončil vítězstvím 3:2 nad 1. FC Magdeburg. Dne 12. dubna 2024 vstřelil dva góly v zápase, který skončil vítězstvím 4:0 nad FC Hansa Rostock.

### Puskás Akadémia
Dne 8. července 2025 podepsal smlouvu s klubem Puskás Akadémia FC. Jeho smlouva měla vypršet v létě 2029.

## Reprezentační kariéra
Dárdai byl mládežnickým reprezentantem Německa, ale po přestupu do Fehérváru v roce 2021 prohlásil, že si přeje reprezentovat Maďarsko. Byl zařazen do maďarského týmu pro Mistrovství Evropy ve fotbale do 21 let 2021, ale kvůli zranění byl vyřazen.
Dne 13. listopadu 2022 byl Dárdai povolán do maďarské reprezentace na přátelské zápasy proti Lucembursku a Řecku a proti druhému zmíněnému si odbyl svůj debut jako náhradník v 72. minutě.

## Osobní život
Palkó je nejstarší syn maďarského trenéra a bývalého fotbalisty Pála Dárdaie a bratrem fotbalistů Mártona a Bence Dárdaie. Palkův dědeček byl také fotbalistou a trenérem a také se jmenoval Pál Dárdai.

## Statistiky

### Klubové
Platí k zápasu hranému 2. března 2025.
| Klub              | Sezóna            | Liga                 | Liga   | Liga | Národní pohár | Národní pohár | Kontinentální | Kontinentální | Celkově | Celkově |
| Klub              | Sezóna            | Soutěž               | Zápasy | Góly | Zápasy        | Góly          | Zápasy        | Góly          | Zápasy  | Góly    |
| ----------------- | ----------------- | -------------------- | ------ | ---- | ------------- | ------------- | ------------- | ------------- | ------- | ------- |
| Hertha BSC II     | 2016/17           | Regionalliga Nordost | 3      | 1    | —             | —             | —             | —             | 3       | 1       |
| Hertha BSC II     | 2017/18           | Regionalliga Nordost | 6      | 1    | —             | —             | —             | —             | 6       | 1       |
| Hertha BSC II     | 2018/19           | Regionalliga Nordost | 13     | 3    | —             | —             | —             | —             | 13      | 3       |
| Hertha BSC II     | 2019/20           | Regionalliga Nordost | 21     | 7    | —             | —             | —             | —             | 21      | 7       |
| Hertha BSC II     | 2020/21           | Regionalliga Nordost | 7      | 2    | —             | —             | —             | —             | 7       | 2       |
| Hertha BSC II     | Celkově           | Celkově              | 50     | 14   | 0             | 0             | 0             | 0             | 50      | 14      |
| Hertha BSC        | 2017/18           | Bundesliga           | 2      | 0    | 0             | 0             | 2             | 0             | 4       | 0       |
| Hertha BSC        | 2018/19           | Bundesliga           | 7      | 0    | 1             | 0             | 0             | 0             | 8       | 0       |
| Hertha BSC        | Celkově           | Celkově              | 9      | 0    | 1             | 0             | 2             | 0             | 12      | 0       |
| Fehérvár          | 2020/21           | Nemzeti Bajnokság I  | 14     | 2    | 2             | 0             | 0             | 0             | 16      | 2       |
| Fehérvár          | 2021/22           | Nemzeti Bajnokság I  | 32     | 5    | 4             | 2             | 2             | 0             | 38      | 7       |
| Fehérvár          | 2022/23           | Nemzeti Bajnokság I  | 29     | 5    | 0             | 0             | 6             | 2             | 35      | 7       |
| Fehérvár          | Celkově           | Celkově              | 75     | 12   | 6             | 2             | 8             | 2             | 89      | 16      |
| Hertha BSC        | 2023/24           | 2. Bundesliga        | 22     | 6    | 1             | 1             | —             | —             | 23      | 7       |
| Hertha BSC        | 2024/25           | 2. Bundesliga        | 16     | 1    | 2             | 0             | —             | —             | 18      | 1       |
| Hertha BSC        | Celkově           | Celkově              | 38     | 7    | 3             | 1             | —             | —             | 41      | 8       |
| Celkově v kariéře | Celkově v kariéře | Celkově v kariéře    | 172    | 33   | 10            | 3             | 10            | 2             | 192     | 38      |

### Reprezentační
Platí k zápasu hranému 21. listopadu 2022.
| Národní tým | Rok     | Zápasy | Góly |
| ----------- | ------- | ------ | ---- |
| Maďarsko    | 2022    | 1      | 0    |
| Celkově     | Celkově | 1      | 0    |